# Griffin Brothers
Die Griffin Brothers waren eine US-amerikanische R&B-Band aus Norfolk in Virginia; auf manchen Schallplatten wurden sie auch als Griffin Brothers Orchestra bezeichnet. Sie machten erfolgreiche Aufnahmen mit Margie Day und hatten mit „Weepin’ and Cryin’“ 1951 einen Nummer-1-Hit in den R&B-Charts, gesungen von Tommy Brown.

## Bandgeschichte
Die Gruppe wurde von den Brüdern Jimmy (Posaune) und Buddy Griffin (Klavier) gegründet. Mit dabei waren Wilbur Dyer (Altsaxofon), Virgil Wilson (Tenorsaxofon), Jimmy Reeves (Bass) und Emmett „Nab“ Shields (Schlagzeug). In den späten 1940ern spielten sie in Clubs in Washington, D.C. sowie in Virginia und North Carolina; in dieser Zeit kam die Sängerin Margie Day dazu. Anfang der 1950er begleiteten sie den Bluessänger Roy Brown bei Aufnahmen für De Luxe Records, darunter der Nummer-1-Hit Hard Luck Blues.
Sie bekamen einen Plattenvertrag bei dem neuen Label Dot Records. Ihre erste Platte Street Walkin’ Daddy / Riffin’ With Griffin, veröffentlicht unter dem Namen „Margie Day with the Griffin Brothers Orchestra“, erreichte Ende 1950 Platz 7 der R&B-Charts. Der Nachfolger Little Red Rooster, nicht identisch mit dem gleichnamigen Song von Willie Dixon, kam Anfang 1951 auf Platz 5 der R&B-Charts.
Wilson, Reeves und Shields wurden ersetzt durch Noble Watts (Tenorsaxofon), Wilbur Little (Bass) und Belton Evans (Schlagzeug). 1951 und 1952 tourten die Griffin Brothers mit Amos Milburn, Paul Williams und anderen, während sie weiterhin mit Margie Day und Tommy Brown ins Studio gingen. Mit Brown hatten sie zwei Hits, Tra-La-La, Platz 7 der R&B-Charts, und Weepin’ and Cryin’, das im Januar 1952 die Spitzenposition erreichte.
Day verließ die Gruppe Ende 1952, für sie kam zeitweise Claudia Swann (eigentlich Swanson). Die Griffin Brothers traten in der Folge unter anderem mit The Orioles, Chuck Willis und Faye Adams auf. Sie machten weiter Aufnahmen für Dot Records, bis ihr Vertrag Anfang 1954 auslief. Jimmy Griffin gründete danach eine eigene Band.
Buddy Griffin ging zu Chess Records in Chicago und hatte 1955 mit I Wanna Hug Ya, Kiss Ya, Squeeze Ya zusammen mit Claudia Swann unter dem Namen Buddy & Claudia with the Buddy Griffin Orchestra einen kleineren Hit. Zur Band gehörten „Silly Willie“ Wilson (Posaune), Chuck Reeves (Alt- und Baritonsaxofon), Earl Swanson (Tenorsaxofon), Lawrence Burgan (Bass) and Courtney Brooks (Schlagzeug). Spätere Aufnahmen wurden unter dem Namen „Buddy Griffin and Claudia Swann“ veröffentlicht, manche mit The Moonglows als Begleitsänger.